# Caibaté
Caibaté är en kommun i Brasilien.   Den ligger i delstaten Rio Grande do Sul, i den södra delen av landet, 1 600 km sydväst om huvudstaden Brasília. Antalet invånare är 4 954.
Trakten runt Caibaté består till största delen av jordbruksmark. Runt Caibaté är det glesbefolkat, med 17 invånare per kvadratkilometer.